# Phenylpropylformiat
Phenylpropylformiat (genauer: 3-Phenylpropylformiat) ist eine organische Verbindung aus der Gruppe der Carbonsäureester. Sie leitet sich von 3-Phenylpropanol und Ameisensäure ab.

## Herstellung
Phenylpropylformiat kann durch Umesterung von 3-Phenylpropanol in Ethylformiat als Lösungsmittel hergestellt werden. Als Katalysator hierfür eignet sich beispielsweise Kupfer(II)-nitrat, Trichlortitantriflat oder Silphos. Silphos ist ein heterogener Katalysator, der aus Silicagel und Phosphortrichlorid hergestellt wird. Die direkte Veresterung von Phenylpropanol mit Ameisensäure gelingt mit Zirconiumhydrogensulfat oder Aluminiumhydrogensulfat als Katalysator. Phenylpropylformiat kann außerdem hergestellt werden durch Hydroformylierung von Styrol mit einem Iridium-Katalysator mit Phenanthrolin-Ligand in Gegenwart von Ameisensäure.

## Verwendung
Phenylpropylformiat wird als Duftstoff verwendet. In der EU ist es unter der FL-Nummer 09.084 als Aromastoff für Lebensmittel zugelassen.